# Enrique Gottdiener
Enrique Gottdiener Soto fue un escultor mexicano, nacido en 1909 en la Ciudad de México y fallecido en 1986 en la misma ciudad. Durante más de 40 años vivió en la ciudad de Mérida, Yucatán donde realizó buena parte de su obra escultórica que orientó particularmente a representar al pueblo maya.
Hijo de Marcos Gottdiener de origen austro-húngaro y de Esther Soto, mexicana, fue enviado desde muy joven a Europa donde aprendió y desarrolló su arte. Fue también anticuario y llegó a tener una importante colección de objetos de arte.

## Juventud
Llevado a Viena por su abuelo paterno cuando era niño, inició desde su infancia el oficio de tallador como aprendiz del escultor miniaturista y orfebre austriaco Kurt Beckman, quien le dio las bases del trabajo manual al que habría de aplicarse toda la vida. También fue aprendiz de escultor en Oradea, Transilvania. En Budapest, estudió en la Academia de Arte Munkácsy, que habría de ser clave en su formación artística.
En su camino de regreso a América, se detuvo un corto tiempo en la región de Galicia, España donde trabajó haciendo estatuillas de San Francisco y de San Santiago y en el puerto de Vigo embarcó rumbo a Cuba. Después de permanecer corto tiempo en la isla del Caribe se trasladó a la Ciudad de México, donde al llegar trabajó tallando santos y participó en la Escuela al Aire lLibre en Coyoacán. Poco después se incorporó como alumno de la Academia de San Carlos, donde conoció a los escultores Rodolfo González y Francisco Montoya de la Cruz, con quienes mantendría una profunda y permanente amistad. Durante este tiempo aprendió el arte de aplicación del dorado y a restaurar antigüedades. 
A finales de los años veinte se trasladó a Guadalajara, Jalisco, donde permaneció dando clases de modelado en una escuela para señoritas y más adelante trabajó como maestro de modelado en la Escuela al Aire Libre fundada por Ixka Farias, allí conoció e inició su amistad con el pintor Raúl Anguiano. 
Desde principio de los años treinta trabajó como maestro de talla en madera en las Misiones Culturales impulsadas por la Secretaría de Educación Pública y en 1933 participó en la fundación de la Liga de Artistas y Escritores Revolucionarios (LEAR), junto con Juan de la Cabada, Ermilo Abreu Gómez, Pablo O'Higgins, Alfredo Zalce y otros reconocidos artistas e intelectuales.
Su trabajo como maestro de las Misiones Culturales, le permitió conocer gran parte de la república mexicana, y como tal llegó a la Península de Yucatán. En 1935, en la Escuela Normal Rural de Hecelchakán en el estado de Campeche, conoció a la maestra Alina Estrada, con quien contrajo matrimonio en 1937. En ese mismo año fue maestro fundador de la Escuela Internado Federal Mixto N.º 5 de Enseñanza Secundaria para Hijos de Trabajadores (actualmente Escuela Secundaria General N.º 1) junto con Octavio Paz, Octavio Novaro, Ricardo Cortez Tamayo y María Lire -entre otros destacados intelectuales y artistas- en la ciudad de Mérida Yucatán, donde a partir de dicho año fijó su residencia. Permaneció dando clases en la escuela secundaria, primero como maestro de modelado y posteriormente como maestro de historia universal y de historia de México hasta su jubilación de la federación. También a partir de 1937 inició su labor como maestro de talla en madera en la Escuela Popular de Artes Plásticas, que años más tarde se convertiría en la Dirección General de Bellas Artes de Yucatán, de la cual fue director de 1964 a 1970.
Viviendo en la ciudad de Mérida conoció a Rómulo Rozo, escultor colombiano también radicado en la capital yucateca.

## Trayectoria artística
Habiendo capturado la esencia y la cotidianidad del pueblo maya, supo plasmarlo con sensibilidad artística y social en esculturas de pequeño y mediano formato talladas en maderas preciosas, y de las cuales algunas reproducciones a la cera perdida se encuentran en la Sala Gottdiener, ubicada en la planta alta de la Pinacoteca Juan Gambóa Guzmán en la ciudad de Mérida. Participó a nombre propio y representando el arte de Yucatán en numerosas exposiciones nacionales y también en el extranjero. Realizó también tallas tanto en marfil como en madera de Cristos, Vírgenes y Santos. Como miniaturista, ejecutó detalladas tallas en marfil, ébano, hueso y jade, así como una colección de joyería con tallas minúsculas y detalladas de rostros, glifos y dioses mayas enmarcadas en oro. 
Además de su amplia producción escultórica de pequeño y mediano formato, algunas de las cuales se mencionan párrafos abajo, son de señalar en su obra pública en la ciudad de Mérida:  el busto del poeta emeritense Antonio Mediz Bolio ubicado en la prolongación de la Avenida Montejo; el Busto de Ermilo Abreu Gómez en el parque de la Colonia Pensiones; el busto de Jacinto Canek; el busto de Alfredo Barrera Vázquez en la avenida del mismo nombre. En Chichimilá, Yuc. el altorrelieve en bronce de Manuel Antonio Ay. El monumento a fray Diego de Landa en Izamal, Yuc.  La Madre indígena con niño en la población de Tixpéhual. El busto de Guty Cárdenas que se localiza en el Paseo de los Compositores del parque de Chapultepec en el Distrito Federal, entre otras esculturas públicas.
Se recuerda a Enrique Gottdiener, tanto por su obra artística plástica, como por su influencia, su apoyo y promoción, tanto de actividades culturales y artísticas, como para con los creadores, tanto regionales, como los del interior del país que llegaban a la ciudad de Mérida.
Con respecto de su obra escultórica, el maestro Gottdiener diría:

"Trato de rescatar los valores culturales de una raza, de una etnia. De este maravilloso pueblo que es el maya. Pueblo bueno, pacífico, humano. Pueblo de artistas exquisitos y delicados.... Hay que resucitar los valores de esta raza. Con mis esculturas pretendo emocionar a la gente para que se percate del valor que encierra el respeto al hombre maya"

## Obra
Entre su numerosa obra escultórica se encuentra:
- Ixchel, diosa maya de la fecundidad.
- Mestiza
- Un hijo más
- Indio maya con machete
- Madre sentada
- Madre con niño
- El deshierbador
- Mestiza caminando
- Express particular
- Goyita
- Doña Zenaida
- Vieja desnuda
- Viejo sentado
- El hechicero o Brujo Caminante (tal vez su obra más conocida)
- Varios bustos de coetáneos suyos como: Ermilo Abreu Gómez; Antonio Mediz Bolio; Miguel Ángel Menéndez; Leopoldo Peniche Vallado; Eduardo Urzaiz Rodríguez; Guty Cárdenas; Alfredo Barrera Vásquez.

## Reconocimientos
- (1972) Medalla Yucatán, otorgada por el Gobierno del Estado de Yucatán, por su mérito artístico.
- (1977) Diploma "Hijo Predilecto" del Estado de Campeche.
- (1979) Medalla Eligio Ancona otorgada por la Universidad Autónoma de Yucatán, en reconocimiento a su tarea artística y su desempeño académico en las artes plásticas.
- (1983) Medalla Rubio Millan
- (1984) Medalla al Mérito Artístico, otorgada por el presidente Miguel de la Madrid.
- Existe una Plaza Enrique Gottdiener en el Centro Estatal de Bellas Artes, en la Ciudad de Mérida Yucatán.[2]
- Hay una sala Enrique Gottdiener en la pinacoteca del estado de Yucatán "Juan Gamboa Guzmán" en homenaje al escultor, donde se exponen permanentemente 37 bronces suyos.[3]